# قطار وحشت
قطار وحشت (به انگلیسی: Terror Train) یک فیلم اسلشر محصول سال ۱۹۸۰ به کارگردانی راجر اسپاتیس‌وود در اولین کارگردانی خود و با بازی جیمی لی کرتیس، بن جانسون، تیموتی وبر و هارت بوچنر است.

## داستان
داستان این فیلم که در یک قطار در حال حرکت در شب سال نو اتفاق می‌افتد، گروهی از دانش‌آموزان پیش‌پزشکی را دنبال می‌کند که در حال برگزاری یک مهمانی هستند که هدف قاتلی قرار می‌گیرند که پس از قتل تعدادی از دانش‌آموزان لباس‌های آنها را می‌پوشد تا دستگیر نشوند.

## تولید
فیلمبرداری اصلی برای قطار وحشت عمدتاً در مونترال، کبک، کانادا و اطراف آن انجام شد. فیلمبرداری در ۲۱ نوامبر ۱۹۷۹ آغاز شد و در ۲۳ دسامبر به پایان رسید. بیشتر سکانس‌های قطار فیلم ابتدا فیلمبرداری شد، در حالی که سکانس آغازین فیلم در ۲۲ دسامبر ۱۹۷۹، روز ماقبل آخر فیلمبرداری شد. فیلمبرداری آن در یک خانه برادری واقعی متعلق به دانشگاه مک گیل انجام شد. روز آخر فیلمبرداری (۲۳ دسامبر) که در فیلم جسد کنی را که از قطار به داخل رودخانه یخ زده پایین می‌افتد، تکمیل می‌کردند، که در محل در نیوهمپشایر، ایالات متحده فیلمبرداری شد.

## باکس آفیس
فیلم قطار وحشت در ۳ اکتبر ۱۹۸۰ در ایالات متحده اکران شد و با بودجه ۳٫۵ میلیون دلاری حدود ۸ میلیون دلار در گیشه فروش داشت.

## پیوند بیرون
- قطار وحشت در بانک اطلاعات اینترنتی فیلم‌ها (IMDb)
- قطار وحشت در آل‌مووی
- قطار وحشت در پایگاه داده‌های فیلم تی‌سی‌ام
- وحشت قطار وحشت در راتن تومیتوز